# Inmigración coreana en Chile
Los coreanos en Chile formaron la sexta comunidad de la diáspora coreana más grande de América Latina a 2011, según las estadísticas del Ministerio de Asuntos Exteriores y Comercio (MOFAT) de Corea del Sur.

## Historial migratorio

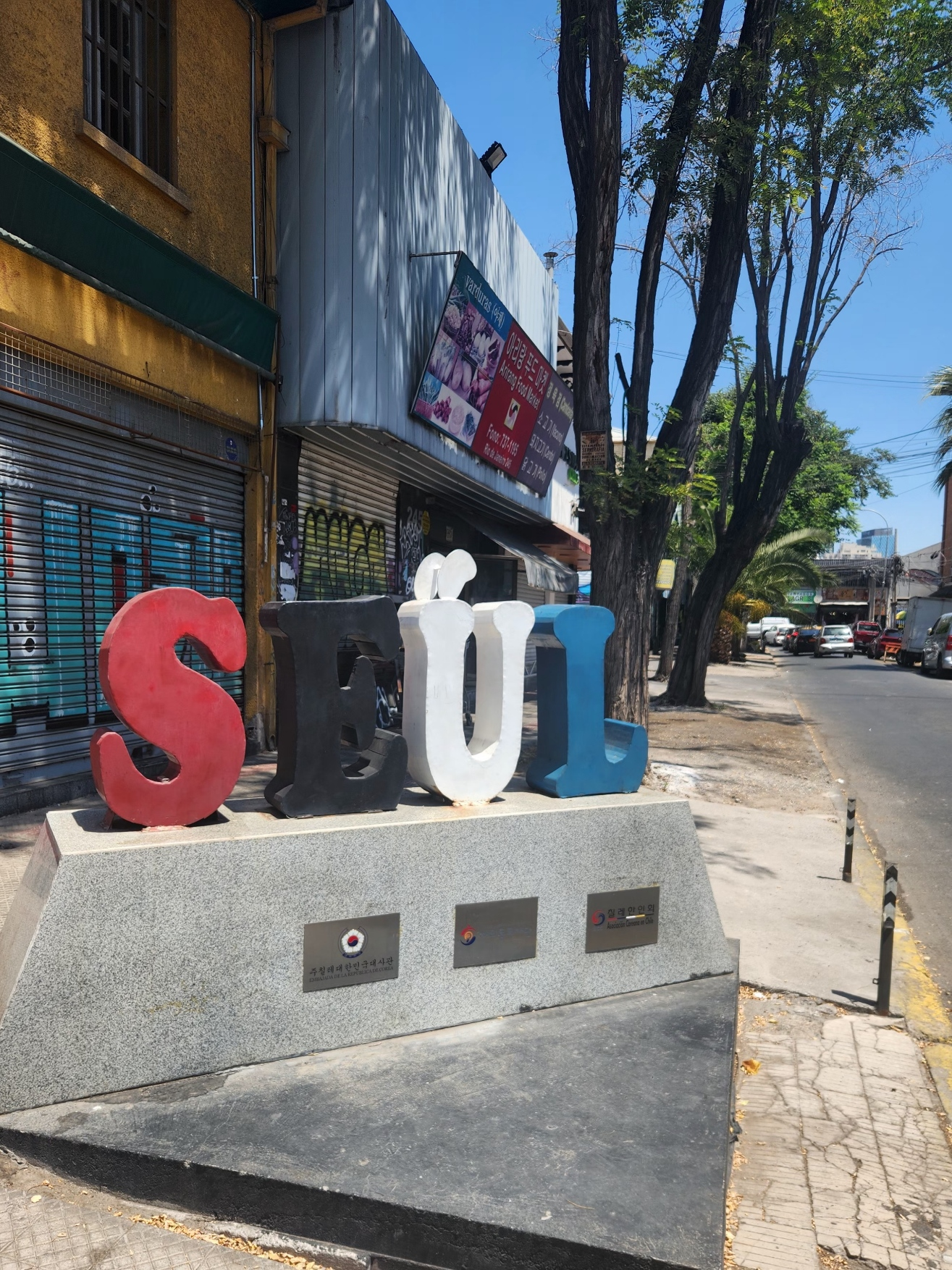
Homenaje de la diáspora coreana en Chile a Seúl en el barrio Patronato

Los primeros migrantes coreanos a Chile fueron soldados del ejército norcoreano capturados por las fuerzas de las Naciones Unidas, que rechazaron la repatriación después de la firma del Acuerdo de Armisticio de Corea, y llegaron a Chile bajo los auspicios de la Cruz Roja. Fueron reasentados en la ciudad de Temuco.
La inmigración de Corea del Sur a Chile no comenzaría hasta 1970, cuando cinco familias vinieron a trabajar en el sector de la floricultura. Tres familias más vinieron de Bolivia en 1975, y otras diez en 1976. Para 1978, año de la fundación de la Asociación Coreana de Chile, había entre veinte y treinta familias coreanas que residían en Chile. En 1978, veinte familias coreanas fundaron una escuela, el Colegio Coreano, con la asistencia de la Iglesia Presbiteriana para ofrecer cursos de fin de semana en lengua, cultura e historia coreanas a niños coreanos en Chile.
La mayoría de las familias que inmigraron en esos días en realidad tenían a la Argentina como su destino final, y tenían la intención de residir en Chile solo mientras les tomara obtener una visa argentina, pero como Argentina requería que los posibles inmigrantes tuvieran al menos USD 30,000 en capital, muchos se encontraron incapaces de calificar; en cambio, se establecieron en Chile, donde el requisito era solo un sexto de esa cantidad. Muchos se establecieron en el Barrio Patronato, un barrio tradicionalmente dominado por inmigrantes y luego lleno en gran parte de árabes. Comenzaron en el sector de fabricación de textiles, pero junto con el cambio de Chile de un modelo económico orientado a la sustitución de importaciones, se volcaron a abrir tiendas e importar ropa y otros productos de su tierra natal.
Entre 1997 y 2005, la población coreana de Chile creció en una cuarta parte, de 1.470 a 1.858 personas. Posteriormente, la población migrante continuó creciendo y alcanzó su máximo en 2015 con 2.725 personas. Los gobiernos de Corea del Sur mostraron un total de 48 coreanos étnicos con nacionalidad chilena, 2.366 con residencia permanente, siete estudiantes internacionales y 119 con otros tipos de visas.

## Relaciones interétnicas
Los coreanos en Chile son respetados por los chilenos de otros orígenes por su ética de trabajo, pero son percibidos como una comunidad muy reservada, especialmente con respecto al matrimonio interracial. Las tiendas coreanas de Patronato son conocidas por sus bajos precios y diversos productos, pero algunos chilenos y competidores sienten cierta envidia[cita requerida] por el éxito comercial de los coreanos en su país. Al mismo tiempo, sin embargo, los chilenos respetan el rápido desarrollo económico emprendido por Corea del Sur. Por otro lado, los coreanos en Chile a menudo perciben a los chilenos como superficiales en sus amistades, irresponsables, algo racistas, alegres y menos machistas que ellos mismos.

## Religión

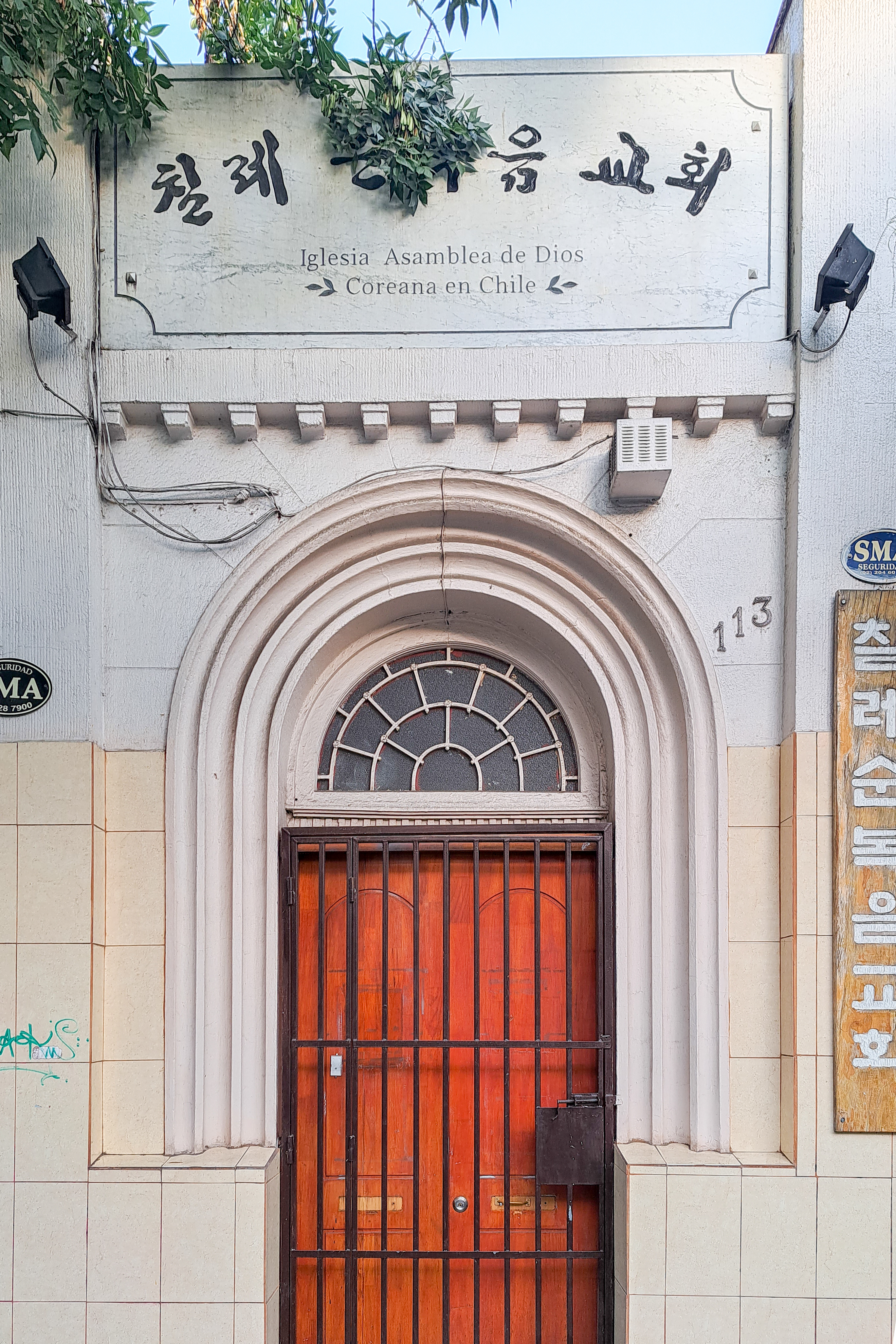
Iglesia Asamblea de Dios Coreana en Chile, en Recoleta

Entre la comunidad coreana en Chile, el protestantismo es la religión mayoritaria; Patronato tiene dos iglesias presbiterianas. Muchos migrantes coreanos a Chile no eran cristianos en el momento de su llegada, sino que se convirtieron en feligreses para participar en la vida social específicamente coreana ofrecida por las iglesias, que les ofrecieron consuelo y recordatorios del hogar después de la estresante experiencia de la migración a un país extranjero.